# 326 Tamara
326 Tamara eller A899 OD är en asteroid i huvudbältet, som upptäcktes den 19 mars 1892 av den österrikiske astronomen Johann Palisa. Den har fått sitt namn efter Tamar av Georgien.
Asteroiden har en diameter på ungefär 93 kilometer och den tillhör asteroidgruppen Phocaea.